# Anaulacomera falcata
Anaulacomera falcata är en insektsart som beskrevs av Giglio-tos 1898. Anaulacomera falcata ingår i släktet Anaulacomera och familjen vårtbitare. Inga underarter finns listade i Catalogue of Life.